# Egyiptomi Szent Izidor
Nem összekeverendő a harmadik Izidorral, a levélíró Peluszioni Szent Izidorral.
Egyiptomi Izidor vagy szkétiszi Izidor (? – 399 előtt), egyházi nevén gyakran Egyiptomi Szent Izidor, szentként tisztelt ókeresztény egyiptomi remete, az úgynevezett sivatagi atyák egyike.
A szkétiszi szerzetesek második nemzedékéhez tartozott. 

## Élete
Valószínűleg az ariánus Lukiosz üldözése elől menekült Palesztinából az egyiptomi Szkétiszbe 370/375 táján. Itt Hitvalló Szent Paphnutiosz előtt papi feladatokat látott el, majd Paphnutiosz és Egyiptomi Szent Makariosz visszavonulása után ismét őt jelölték ki erre a feladatra. Úgy tartják, hogy lelkivezetői és ördögűzői karizmával is rendelkezett. Ismeretes, hogy I. Teofil alexandriai pátriárka is felkereste tanácskérés okából őt. 399 előtt hunyt el. 
Az Apophthegmata Patrum 6 mondását közli (409–415. mondások), azonban ezek lehet, hogy másik – nitriai – Izidortól származnak.

## Lásd még
- Ortodox szentek listája
- Sivatagi atyák